# غاري بوتر
غاري بوتر (بالإنجليزية: Gary Potter)‏ (6 أغسطس 1952 بتشستر في المملكة المتحدة - ) هو لاعب كرة قدم بريطاني في مركز الدفاع. لعب مع نادي تشستر سيتي.